# Theodor Kramer
Theodor Kramer (né le 1er janvier 1897 à Niederhollabrunn, mort le 3 avril 1958 à Vienne) est un poète autrichien.

## Biographie
Son père Max, issu d'une famille juive de Bohême, est le médecin du village. Lors de la Première Guerre mondiale, il est gravement blessé puis finit officier dans l'armée autrichienne. Il fait des études de germanistique et de sciences politiques qu'il interrompt pour travailler d'abord comme agent de bureau, libraire puis agent littéraire. En 1931, il se consacre à l'écriture. En 1933, il est un fondateur de la "Fédération des écrivains socialistes" qui sera interdite par l'austrofascisme. Il publie un poème dans la revue littéraire parisienne Le Parthénon en 1937.
Après l'Anschluss, Kramer n'a plus le droit de travailler en raison de son origine juive et de ses idées socialistes, ses livres sont interdits. En 1939, il émigre avec de grandes difficultés en compagnie de son épouse Inge (Rosa) Halberstamm jusqu'à Londres, où il vivra jusqu'en 1957 et obtiendra la nationalité britannique en 1946. En 1940 et 1941, il est interné comme enemy alien. En 1943, il trouve un poste de bibliothécaire à Guildford. Il est membre du conseil d'administration du PEN club autrichien en exil et fréquente Elias Canetti, Erich Fried ou Hilde Spiel.
Après la Seconde Guerre mondiale, il décline la proposition de Viktor Matejka de revenir à Vienne. Dans les années 1950, il est de plus en plus solitaire et souffre de dépression. En 1957, il revient à Vienne, convaincu par son ami Michael Guttenbrunner, mais aussi Bruno Kreisky, qui lui fait obtenir une pension. Il meurt le 3 avril 1958, malheureux et oublié, après avoir subi un accident vasculaire cérébral à Vienne.

## Œuvre
Theodor Kramer a écrit 12 000 poèmes, dont seuls 2 000 ont été publiés, ce qui en fait l'un des poètes germanophones les plus publiés. Son œuvre tombe dans l'oubli après la guerre. Sa poésie lyrique mais pas romantique s'inspire de la position de celui qui est mis à l'extérieur, notamment de la société : les prolétaires, les clochards, les opprimés, les prostituées. Kramer écrit des poèmes empathiques, s'inspirant de Georg Trakl et de Bertolt Brecht.
"Un des plus grands poètes de sa génération" dit Thomas Mann. Stefan Zweig et Carl Zuckmayer soutiennent son travail. Mais dix-huit ans d'exil le font oublier auprès des Autrichiens.
À la fin des années 1970, le duo Zupfgeigenhansel remet les poèmes de Theodor Kramer en les mettant en musique, sur l'idée de Hans-Eckardt Wenzel qui en fera de même.

## Récompenses et distinctions
- 1958 : Prix de la Ville de Vienne de littérature

## Source de la traduction
- (de) Cet article est partiellement ou en totalité issu de l’article de Wikipédia en allemand intitulé « Theodor Kramer » (voir la liste des auteurs).